# 蘭開夏
蘭開夏（英語：Lancashire），又譯蘭開斯特郡，是英國英格蘭西北部的郡，包含2個城市。以人口計算，蘭卡斯特市是第1大城市、第1大自治市鎮（Borough），普雷斯頓是第2大城市（亦是郡治）、第4大自治市鎮，黑池是第1大鎮（Town）、第2大自治市鎮，布力般是第2大鎮，布力般-達温是第3大自治市鎮。
蘭開夏是34個非都市郡之一，實際管轄12個非都市區，佔地2,903平方公里（第16），有1,165,800人口（第4）；如看待成48個名譽郡之一，它名義上包含多2個單一管理區─黑池、布力般-達温，佔地增至3,075平方公里（第17），人口增至1,449,700（第8）。
蘭開夏西岸的莫克姆灣（Morecambe Bay）臨愛爾蘭海。东部为奔宁山麓丘陵，最高点海拔约560米；南部为沼泽地，北部为森林，西部为有冰碛物和沼泽的低地，海岸曲折。矿藏有煤、盐、石灰石和玻璃砂。发源于奔宁山脉西坡的里布尔河流过。西部和北部为农业区，主产小麦、燕麦、马铃薯等；乳、肉用畜牧业发达，里布尔河两岸有园艺业。
蘭開夏是英国工业革命的发源地。十六至十八世纪亚麻、毛、棉纺织工业迅速发展，成为全国最大的纺织工业区。十九世纪后期采煤业兴起。第二次世界大战后发展了化学、电机、汽车、飞机等工业部门。纺织和采煤业日趋衰落。沿海城镇旅游业兴盛。設有中央蘭開夏大學（University of Central Lancashire）。
香港九龍城區九龍塘蘭開夏道正是以蘭開夏郡命名。

## 行政區劃

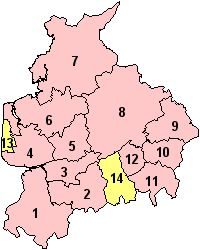
1. 蘭開夏西
2. 喬利
3. 南里布爾
4. 法爾德
5. 普雷斯頓
6. 懷爾
7. 蘭卡斯特市
8. 里布爾河谷
9. 彭德爾
10. 伯恩利
11. 羅森代爾
12. 欣德本
13. 黑池（單一管理區）
14. 布莱克本-達文（單一管理區）

蘭開夏是非都市郡，實際管轄12個非都市區：蘭開夏西（West Lancashire）、喬利（Chorley）、南里布爾（South Ribble）、法爾德（Fylde）、普雷斯頓（Preston）、懷爾（Wyre）、蘭卡斯特市、爾河谷（Ribble Valley）、彭德爾（Pendle）、伯恩利（Burnley）、羅森代爾（Rossendale）、欣德本（Hyndburn）；如看待成名譽郡，它名義上包含多2個單一管理區：黑池（Blackpool）、布力般-達溫（Blackburn with Darwen）。

## 地理
下圖顯示英格蘭48個名譽郡的分佈情況。蘭開夏，東北與北約克郡相鄰，東南與西約克郡相鄰，南與大曼徹斯特郡相鄰，西岸的莫克姆灣（Morecambe Bay）臨愛爾蘭海，西南與默西賽德郡相鄰。